# L'Île-Dorval
L'Île-Dorval es una localidad con el estatus de ciudad en provincia de Quebec, Canadá. Es una de las ciudades que conforman la Comunidad metropolitana de Montreal y a su vez, hace parte de la aglomeración de Montreal y de la región administrativa de Montreal. La localidad se ubica dentro de las circunscripciones electorales de Marquette a nivel provincial y de Notre-Dame-de-Grâce−Lachine a nivel federal.

## Geografía
La localidad de l'Île-Dorval se encuentra ubicada en la isla Dorval, una isla en el lago Saint-Louis cerca de la isla de Montreal. Según Statistique Canada, tiene una superficie total de 0,18 km² y es una de las 1135 municipalidades en las que está dividido administrativamente el territorio de la provincia de Quebec. Se conecta a la isla de Montreal con un servicio de ferry por temporadas.

## Demografía
L'Île-Dorval es un lugar solitario, que sólo tenía dos residentes permanentes en el censo de 1996, por lo que es el municipio más pequeño en Canadá, tanto en superficie como en población. Sin embargo, debido a que, junto a los residentes, los propietarios también son elegibles para votar en las elecciones municipales de Quebec, había 50 votantes registrados en el año 2004. Para el censo 2001 la población oficial se había reducido a cero, de acuerdo con las estadísticas de Canadá y según el censo de 2011, la población había aumentado nuevamente a 5 personas. Los datos del censo además mostraron que el número total de inmuebles particulares era de 59, de los cuales 3 se encontraban ocupados por residentes habituales.